# Château des Rochers-Sévigné
Het Château des Rochers-Sévigné is een kasteel in de Franse gemeente Vitré. Het kasteel is een beschermd historisch monument sinds 1995.